# Argyrographa
Argyrographa är ett släkte av fjärilar. Argyrographa ingår i familjen mätare.
Kladogram enligt Catalogue of Life:
| Argyrographa | \| \| Argyrographa eximiata \| \| \| \| \| \| Argyrographa moderata \| \| \| \| |
|              | \| \| Argyrographa eximiata \| \| \| \| \| \| Argyrographa moderata \| \| \| \| |
|              | Argyrographa eximiata                                                           |
|              |                                                                                 |
|              | Argyrographa moderata                                                           |
|              |                                                                                 |